# Большая Воронка
Большая Воронка — река в Горнозаводском городском округе Пермского края, приток Койвы. Впадает в Койву с левого берега в 98 км от её устья. Длина реки 15 км. Исток реки в км от, основное направление течения — на север. Устье в . Основной приток — Малая Воронка, впадает недалеко от устья с левого берега.

## Данные водного реестра
По данным государственного водного реестра России, река относится к Камскому бассейновому округу, бассейн реки Кама, подбассейн — Кама до Куйбышевского водохранилища (без бассейнов рек Белой и Вятки), водохозяйственный участок реки — Чусовая от в/п пгт. Кын до устья. Код объекта в государственном водном реестре — 10010100712111100011214.